# Apameia

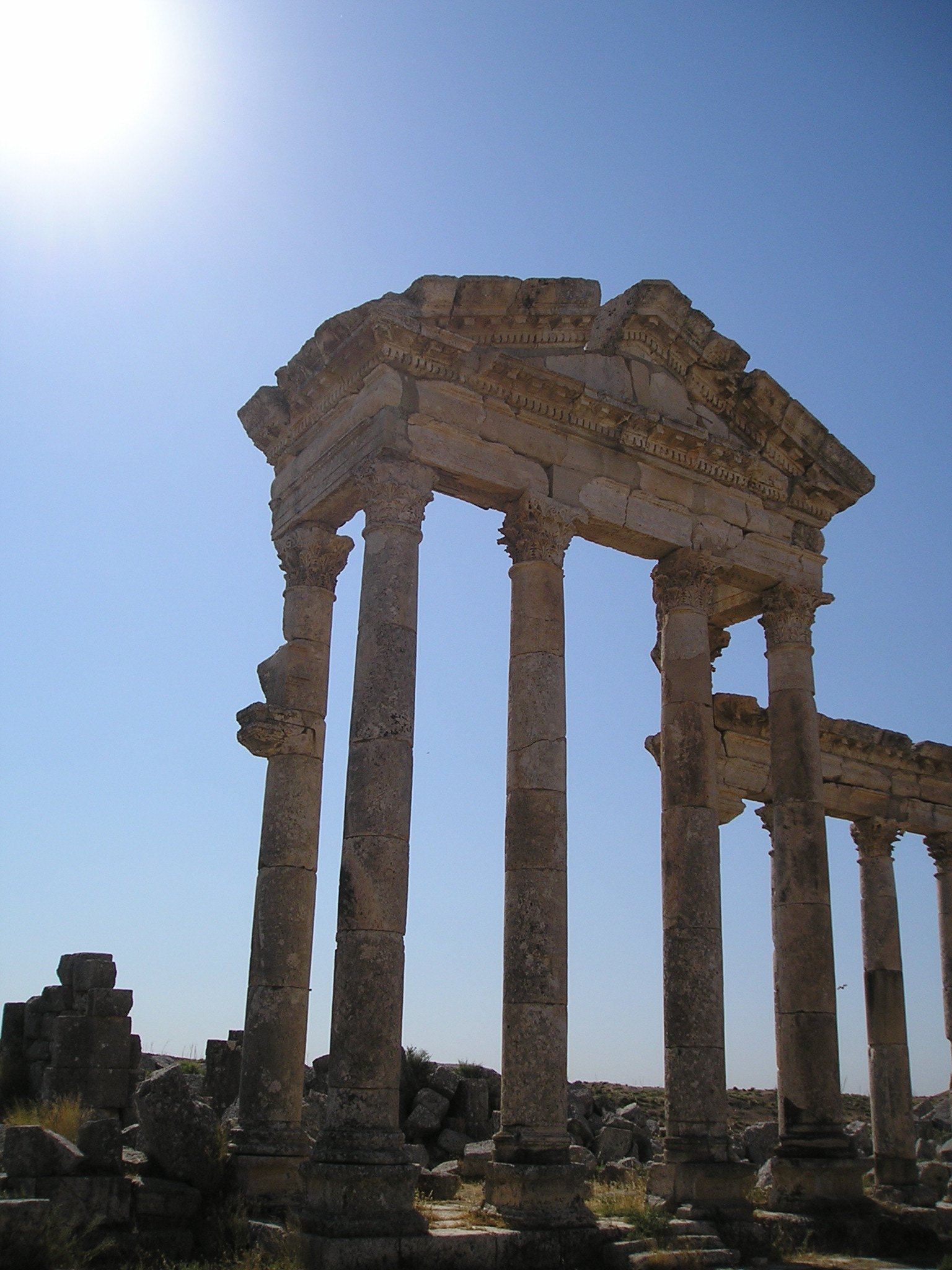
Pórtico da cidade de Apameia, Síria

Apameia (em grego: Απάμεια; em árabe: آفاميا‎, Afamia) é uma antiga cidade síria, situada a 50 quilômetros da atual Hama, junto ao rio Orontes. Foi construída no ano de 300 a.C. [carece de fontes?] pelo primeiro dos reis selêucidas, Seleuco I Nicátor, que pôs o nome da cidade em homenagem a sua esposa, Apama, filha de Artabazo. Na era cristã, converteu-se em um importante centro de filosofia e conhecimento, chegando a ter uma população de mais de 500 000 habitantes.
Nesta cidade firmou-se a paz em 188 a.C., dois anos depois da Batalha de Magnésia, entre Antíoco III Magno e os romanos.
A maioria das ruínas conservadas pertencem à época do Império Bizantino.